# Achille Pinelli
Pour les articles homonymes, voir Pinelli.
Achille Pinelli (Rome, 1809 – Naples, 5 septembre 1841) est un peintre italien du XIXe siècle, fils de Bartolomeo, spécialisé dans les vues de bâtiments et la peinture de genre à l'aquarelle.

## Biographie

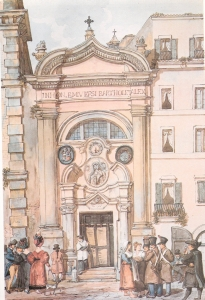
Église San Bartolomeo de Rome par Pinelli.

Achille Pinelli a laissé environ deux cents aquarelles peintes entre 1826 et 1835, conservées dans le Musée de Rome, en reproduisant les façades des églises de Rome, dont certaines ont été démolies après 1870: « utile document iconographique de bâtiments disparus ou modifiés et description pointilleuse de la vie quotidienne et des costumes de Rome dans les premières décennies du XIXe siècle : processions de sacs, parades de condamnés à mort, vendeurs ambulants, moines, religieuses, gendarmes, bourgeois, jeux d’enfants, mendiants, animent une ville populaire et populeuse ».
Ses figures n’ont pas le soin mis par Bartolomeo dans ses gravures et l’art d’Achille est bien inférieur à celui de son père, duquel il a fait toutefois une réinterprétation visant à éviter tout discours pompeux par une technique plus simple : son sujet reste le peuple romain, vu par lui entre l'anecdote et la satire.

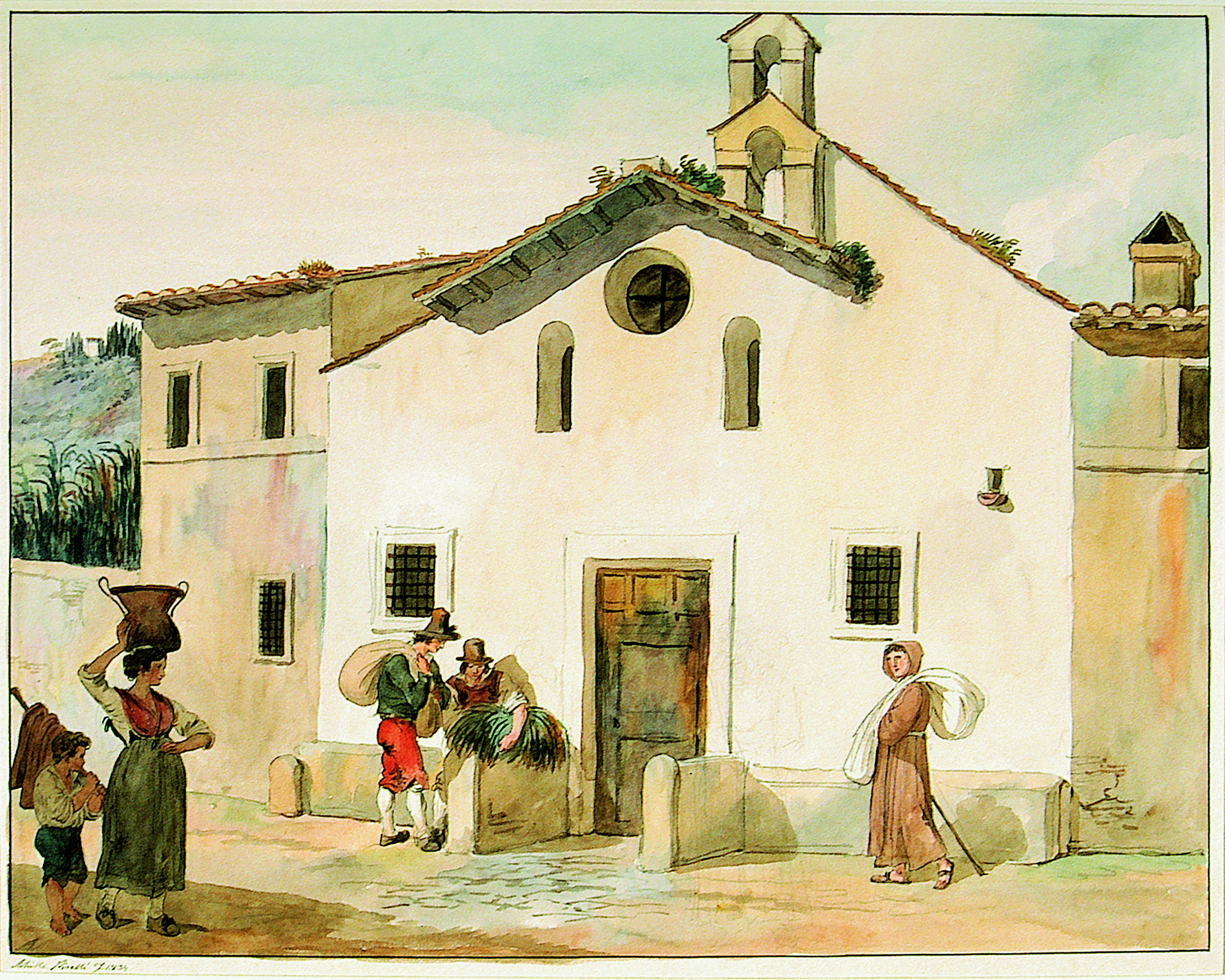
Église San Lazzaro à Rome, aquarelle, 1834.